# Wheesung
Choi Hwee-sung, noto come Wheesung (최휘성?, 	Choe HwiseongLR, Ch'oe HwisŏngMR; Seul, 5 febbraio 1982 – Seul, 10 marzo 2025), è stato un cantante sudcoreano.

## Biografia
Wheesung nacque il 5 febbraio 1982 a Seul. Suo nonno paterno era un dentista fuggito dalla Corea del Nord e aveva sostenuto economicamente la sua famiglia fino a quando non si ammalò di una malattia cronica per diversi anni. Quando il padre di Wheesung si sposò, la sua famiglia era quasi senza un soldo e soffrì di difficoltà economiche durante l'infanzia e gli anni scolastici. Era un appassionato ballerino al liceo e faceva parte di una rock band chiamata Zenesis, iniziando poi a sviluppare un interesse per il canto durante l'ultimo anno di università. In seguito, si diplomò alla Mapo High School e ha frequentò per un breve periodo anche le lezioni alla Ahyeon Polytechnic School, dove è stato compagno di classe di musicisti famosi come Park Hyo-shin e Hwanhee del duo R&B Fly to the Sky. Era anche attivo in una società hip-hop chiamata SNP, che contribuì all'ascesa dell'hip-hop coreano in fase iniziale. Tra i suoi membri figuravano musicisti hip-hop come Verbal Jint, P-Type e Jung-in.
Dopo il diploma di scuola superiore, frequentò inizialmente la Sun Moon University nell'indirizzo di giornalismo, ma decise di abbandonare gli studi. Successivamente, Wheesung frequentò la Gukje Digital University e la Graduate School of Communication della Kyung Hee University.
Il 10 marzo 2025, Wheesung è stato trovato morto nella sua casa nel distretto di Gwangjin a Seul, all'età di 43 anni. I primi risultati dell'autopsia hanno stabilito che la causa della morte fosse "sconosciuta" e che sul suo corpo non ci fossero segni di violenza. Wheesung è stato sepolto il 16 marzo.

## Carriera

### 1997-1999: gli inizi
Iniziò la sua carriera nel 1997 come membro della squadra di ballo di riserva ING. Nel 1999 divenne membro di un gruppo musicale coreano di breve durata, gli A4. Ha abbandonato il gruppo dopo il debutto del primo album, citando divergenze musicali tra lui e gli altri membri. In seguito, si è unito per un breve periodo a una rock band, i MAME, come cantante. Ha anche partecipato all'MBC College Music Festival nel 2000.

### 2000-2006: debutto da solista e YG Entertainment
Nel 2000 firmò con la M Boat, ex casa discografica gemella della YG Entertainment. Frequentò alcuni anni di formazione vocale con l'etichetta e pubblicò il suo primo album da solista, Like a Movie, nel 2002. L'album ottenne sia popolarità di pubblico che successo di critica, ricevendo elogi da molti artisti noti, tra cui Seo Taiji e Shin Seung-hun. Con il suo brano di debutto, Can't I, vinse numerosi premi, tra cui il Golden Disc Award come nuovo artista dell'anno. Nel 2003 pubblicò il suo secondo album It's Real, che si rivelò popolare quanto il primo, diventando l'artista con più vendite del 2003 in Corea. Con il suo secondo album, ampliò il suo raggio d'azione includendo vari elementi musicali come il pop e l'hip-hop, oltre all'R&B e alle ballate.

### 2006-2011: cambi di etichetta e successo
Wheesung lasciò la YG Entertainment dopo la scadenza del suo contratto nel marzo 2006. Firmò un nuovo contratto del valore di 1,5 miliardi di won con la sua nuova società, la Orange Shock Agency.
Alla fine del 2008, Wheesung ha collaborato di nuovo con Lee Hyo-ri, che ha interpretato il ruolo della sua fidanzata nel video musicale di Fading Star dall'album With All My Heart and Soul. Nel 2009, Wheesung pianificò di collaborare con il produttore Lee Hyun-do per produrre un nuovo album, la cui uscita era prevista per il mese di agosto. Nello stesso anno, ottenne un grande successo dopo aver cantato una versione in coreano del brano Insomnia di Craig David. Nell'aprile 2009, Wheesung venne annunciato come presentatore di un nuovo programma televisivo di Mnet chiamato Pre Star-1 Show. Il programma offriva l'opportunità a nuovi cantanti di talento di presentarsi, offrendo loro una piattaforma per raggiungere il successo. Ogni mese circa, nove o dieci hruppi venivano presentati su Mnet.com e il gruppo che riceveva più riscontri dagli utenti veniva scelto per partecipare al programma. Il gruppo o cantante prescelto aveva anche la possibilità di esibirsi con star famose. Il programma è andato in onda per la prima volta il 24 aprile sul canale via cavo Mnet.
Wheesung aveva partecipato a diversi concerti Kpop a Los Angeles, in California, tra cui l'Hollywood Bowl e il Victory Concert. Il 19 giugno 2009, Wheesung e Lena Park hanno tenuto un concerto al Disney Concert Hall di Los Angeles. Dopo il concerto, Wheesung programmò di rimanere a Los Angeles per un mese per lavorare al suo nuovo album con il produttore Lee Hyun-do. Il 27 giugno e il 4 luglio, Wheesung si esibì all'Insomnia Concert e al Le Cercle Club di Los Angeles, mentre l'11 luglio si è esibito all'HALO nightclub di Hollywood. Nel giugno 2009, Wheesung cambiò nuovamente etichetta, passando da Orange Shock a POP/UP Entertainment, che annovera star del calibro di JK Kim Dong Wook e del gruppo M to M. Nel 2011 è passato alla YMC Entertainment, società gestita da Tae Jin Ah. Subito dopo essersi unito alla compagnia, reclutò la cantante Ailee.

### 2017-2025: Realslow Company, nuovo nome d'arte e progetti finali
Nel 2017, Wheesung si separò dalla YMC Entertainment dopo la scadenza del suo contratto con l'agenzia. Fondò in seguito un'etichetta indipendente chiamata Realslow Company e ha annunciò che da quel momento in poi avrebbe promosso i suoi brani con il nome d'arte Realslow.
Realslow era il nome d'arte usato da Wheesung quando era un cantante underground. Wheesung si è fece notare nei primi anni 2000 come musicista underground prima del suo debutto nel 2002. Il nome fa riferimento al suo amore e alla sua passione per la musica R&B, che ancora faticava a trovare popolarità in Corea. Con questo nuovo nome e questa nuova etichetta, Wheesung mirava a tornare alle sue radici e a produrre musica R&B soul.

## Vita privata

### Servizio militare
Il 7 novembre 2011 si arruolò per il servizio militare obbligatorio. Svolse il servizio attivo per 21 mesi dopo aver completato un corso di addestramento di base di cinque settimane presso un campo di addestramento a Nonsan, nella provincia del Chungcheong Meridionale.
L'11 luglio 2012, a Wheesung è stato concesso un congedo temporaneo di 9 notti e 10 giorni dall'esercito per sottoporsi a un intervento chirurgico per un'ernia del disco e altre condizioni mediche come una lussazione bilaterale delle spalle, psoriasi e alopecia.
Il 9 agosto 2013 Wheesung venne congedato dall'esercito.

### Uso di droghe
Nel 2013, il cantante venne accusato di aver utilizzato il propofol dal 2011 all'inizio del 2013 in vari luoghi, tra cui alcune cliniche dermatologiche a Gangnam, Seul. Wheesung affermò di averlo usato per curare l'ernia del disco e la caduta dei capelli di cui soffrì durante il servizio militare. Il tribunale lo ha successivamente scagionato dalle accuse.
Il 31 marzo 2020, Wheesung fu trovato privo di sensi nel bagno di un centro commerciale di Seul dopo aver fatto uso di etomidato. Accanto a lui è stata trovata una borsa nera contenente quattro siringhe e cinque fiale bianche. Non essendo classificato come narcotico in Corea del Sud, la polizia lo ha rilasciato, ma ha confiscato il contenuto della borsa nera.  Lo stesso giorno, l'uomo che aveva venduto la droga a Wheesung senza prescrizione medica è stato arrestato dopo un'analisi delle telecamere di sorveglianza del percorso di Wheesung prima del suo ritrovamento.
Il 2 aprile 2020, Wheesung venne ritrovato nuovamente privo di sensi nel bagno di un hotel nel distretto di Gwangjin, a Seul, con una siringa e una bottiglia di vetro contenente etomidato. Sebbene dimesso, gli sono stati eseguiti un esame dei capelli e delle urine. Nello stesso mese, l'ex personaggio televisivo Amy rivelò che lei e un suo amico famoso, in seguito rivelatosi essere Wheesung, avessero fatto uso di propofol a scopo ricreativo. Durante le indagini su una soffiata, la polizia aveva iniziato a sospettare che Wheesung avesse acquistato propofol e avesse inviato il caso alla procura con una raccomandazione di rinvio a giudizio. Successivamente, nel dicembre 2019, Wheesung venne incriminato più volte per uso di propofol.
Al primo processo, il 19 gennaio 2021, i pubblici ministeri del tribunale distrettuale di Daegu hanno chiesto una condanna a tre anni di carcere. Wheesung si dichiarò colpevole e fu condannato a un anno di carcere, due anni di libertà vigilata, 40 ore di servizi sociali e 40 ore di lezioni teoriche sul trattamento della tossicodipendenza.

## Discografia

### Album in studio
- 2002 - Like a Movie
- 2003 - It's Real
- 2004 - For the Moment
- 2005 - Love... Love...? Love...!
- 2007 - Eternal Essence of Music
- 2009 - Vocolate

### Mini album
- 2008 - With All My Heart and Soul
- 2011 - The Guys Are Coming
- 2014 - The Best Man